# 祝新民
祝新民（1943年2月—），男，陕西乾县人，中华人民共和国政治人物。西北大学中文系毕业，中共党员，高级经济师。曾任国家电网公司党组成员、中央纪委驻国家电网公司纪检组组长、中国监察学会电力分会会长。

## 生平
1968年大学毕业后，祝新民被分配到陕西汉中褒河水电站劳动锻炼。自1970年6月起，开始进入陕西省党政机关任职；历任中共宜君县委办公室、延安地委办公室任副主任，省政府办公厅综合处副处长，省委办公厅副主任等职。
1985年4月，祝新民出任中共咸阳市委副书记；同年9月，出任代理市长；1986年4月，正式当选咸阳市市长；1987年晋升市委书记；1991年，出任陕西省政府政策研究室主任。
在1994年年底，原陕西省省长白清才出任中华全国供销合作总社的负责人后不久，祝新民也上调中央，出任全国供销合作总社的秘书长。此后，历任中纪委驻中国纺织总会、国家纺织工业局纪检组组长，中纪委驻国家电网公司纪检组组长、国家电网公司党组成员等职。2009年8月，退休。